# Escut de Rafelguaraf
L'escut de Rafelguaraf és un símbol representatiu oficial del municipi valencià de Rafelguaraf (Ribera Alta). Té el següent blasonament:
| « | Escut truncat i migpartit. Al primer, d'or, quatre pals de gules. Al segon, de sinople, una alqueria àrab d'argent aclarida d'atzur. Al tercer, d'argent, un taronger de sinople fruitat d'or. Per timbre, una corona reial tancada. | » |

## Història
Aprovat per Ordre del 16 de juny de 1987, de la Conselleria d'Administració Pública. Publicada en el DOGV núm. 642, del 4 d'agost de 1987.
Els quatre pals recorden la seva pertinença al Regne de València, dins la fillola de Xàtiva, i a l'Hospital General de València. A sota, l'alqueria és un senyal parlant al·lusiu al rafel del topònim, que va mantenir tota la seva població musulmana fins a l'expulsió dels moriscos, mentre que el taronger és un símbol del seu principal conreu agrícola.